# Rue Charles-Bossut
La rue Charles-Bossut est une voie située dans le 12e arrondissement de Paris, en France.

## Origine du nom
La voie doit son nom au mathématicien français Charles Bossut (1730-1814).

## Historique
Cette voie est ouverte par décret du 31 mars 1873 et prend le nom de rue Bossut par arrêté municipal du 10 novembre 1873, avant prendre en 1897 le nom de « rue Charles-Bossut ».